# Jocurile Olimpice de iarnă din 1998
A XVIII-a ediție a Jocurilor Olimpice de iarnă s-a desfășurat la Nagano, Japonia. Emblema jocurilor a fost o floare ale cărei petale repezentau în mod stilizat atleți ai sporturilor de iarnă. Mascota jocurilor a fost reprezentată de patru bufnițe: Sukki, Nokki, Lekki și Tsukki, nume alese din 47.484 de sugestii venite din partea publicului și în număr de patru pentru că Jocurile Olimpice au loc o dată la patru ani.

## Organizare
- Orașe candidate: Aosta (Italia), Jaca (Spania), Östersund (Suedia) și Salt Lake City (SUA).
- Orașul gazdă a fost ales în 1991 la sesiunea CIO de la Birmingham, Marea Britanie.
- Azerbaijan, Kenya, Macedonia, Uruguay și Venezuela își fac prima apariție la Jocuri Olimpice de iarnă.
- Sporturi noi: curling, snowboard și hochei pe gheață feminin.

## Evenimente marcante
- Pentru prima dată, la bob masculin de 2, după patru manșe, echipajele Italiei și Canadei n-au putut fi departajate, ambele țări primind medalia de aur.
- Norvegianul Bjørn Dæhlie cucerește trei medalii de aur în proba de schi nordic și devine primul sportiv de la Jocurile de iarnă care câștigă în întreaga carieră 12 medalii olimpice.
- Schioara italiană Deborah Compagnoni devine, după victoria de la slalom uriaș, primul schior alpin care câștigă medalii de aur la trei ediții diferite.

## Sporturi
- Biatlon
- Bob
- Combinata nordică
- Curling
- Hochei pe gheață
- Patinaj artistic
- Patinaj viteză
- Patinaj viteză pe pistă scurtă
- Sanie
- Sărituri cu schiurile
- Schi acrobatic
- Schi alpin
- Schi fond
- Snow-board

## Clasamentul pe medalii
(Țara gazdă apare marcată.)
| Poz. | Țară                       | Aur | Argint | Bronz | Total |
| 1    | Germania                   | 12  | 9      | 8     | 29    |
| 2    | Norvegia                   | 10  | 10     | 5     | 25    |
| 3    | Rusia                      | 9   | 6      | 3     | 18    |
| 4    | Canada                     | 6   | 5      | 4     | 15    |
| 5    | Statele Unite ale Americii | 6   | 3      | 4     | 13    |
| 6    | Țările de Jos              | 5   | 4      | 2     | 11    |
| 7    | Japonia                    | 5   | 1      | 4     | 10    |
| 8    | Austria                    | 3   | 5      | 9     | 17    |
| 9    | Coreea de Sud              | 3   | 1      | 2     | 6     |
| 10   | Italia                     | 2   | 6      | 2     | 10    |

## România la JO 1998
România participă cu o delegație de 17 sportivi (5 femei și 12 bărbați).
Cel mai bun rezultat:
- Eva Tofalvi s-a clasat pe locul 11 în proba de biatlon 15 km.

Pentru a marca această olimpiadă, România a emis începînd cu 19 februarie 1998, un set de trei monede de argint. Monedele au valoarea nominală de 100 lei; aversul, care este comun, are desenat flacăra olimpică, cinci fulgi de zăpadă, stema României și deasupra, inscripția Jocurile Olimpice de iarnă Nagano 1998 iar reversul reprezintă trei sporturi: bob, schi, patinaj  .